# Europawahl in Spanien 2014
- IU: 5
- Pod.: 5
- LPD: 2
- PE: 1
- EPDD: 2
- PSOE: 14
- UPYD: 4
- CEU: 3
- Cs: 2
- PP: 16

- GUE/NGL (IU, Pod., Anova, EH-B): 11
- S&D (PSOE): 14
- Grüne/EFA (ERC, NECat, ICV, Compromís): 4
- ALDE (UPYD, Cs, CDC, PNV): 8
- EVP (PP, UDC): 17

Die Europawahl in Spanien 2014 fand am 25. Mai 2014 statt. Sie war Teil der EU-weiten Europawahl 2014, wobei in Spanien 54 der 751 Sitze im Europäischen Parlament vergeben wurden.

## Wahlsystem
Die Europawahl erfolgt in Spanien nach dem Verhältniswahlsystem im D’Hondt-Verfahren. Ganz Spanien bildet einen einheitlichen Wahlkreis, es wird keine Sperrklausel angewandt.

## Wahlwerbende Parteien und Listen
Das spanische Parteiensystem zeichnet sich durch eine große Anzahl an Regionalparteien aus. Diese Parteien können in einzelnen Regionen die Mehrheit stellen, kommen jedoch spanienweit nur auf Ergebnisse von 3 % und weniger. Um bei der Europawahl – bei der im Gegensatz zu nationalen Wahlen nicht die Provinzen als Wahlkreise gelten, sondern das ganze Land ein einheitlicher Wahlkreis ist – ihre Chancen auf Mandate zu erhöhen, bilden die Regional- und anderen Kleinparteien deshalb gemeinsame Wahllisten. Diese sind jedoch im Allgemeinen nur Zweckbündnisse, die vor jeder einzelnen Europawahl neu zwischen den Parteien ausgehandelt werden. Obwohl die Parteien einer Liste meistens gewisse programmatische Überschneidungen haben, gehören sie auf europäischer Ebene häufig unterschiedlichen Europaparteien an.
Zur Zulassung einer Liste muss diese Unterstützungsunterschriften von 50 gewählten Abgeordnete der Europa-, National- bzw. Regionalparlamenten oder von 15.000 Wahlberechtigten vorlegen.
Insgesamt wurden 39 Listen zugelassen.
Folgende Listen wurden durch die Unterschrift von 50 Abgeordneten zugelassen:
| Liste und beteiligte Parteien | Sitze/Fraktion                                   | Europapartei(en) |
| --- | ------------------------------------------------ | --- |
| Partido Popular (PP) | 23 EVP-Fraktion                                  | Europäische Volkspartei |
| Partido Socialista Obrero Español (PSOE) mit - Partit dels Socialistes de Catalunya (PSC) | 23 (davon 2 in PSC) S&D-Fraktion                 | Sozialdemokratische Partei Europas                                                                                               |
| Coalición por Europa (CEU) - Convergència Democràtica de Catalunya (CDC) - Unió Democràtica de Catalunya (UDC) - Reagrupament (RI) - Partido Nacionalista Vasco (PNV) - Coalición Canaria (CC) - Compromiso por Galicia (CxG) | 1 EVP-Fraktion (UDC), 2 ALDE-Fraktion (CDC, PNV) | Allianz der Liberalen und Demokraten für Europa (CDC), Europäische Volkspartei (UDC), Europäische Demokratische Partei (EAJ-PNV) |
| La Izquierda Plural - Izquierda Unida (IU) - Iniciativa per Catalunya Verds (ICV) - Esquerra Unida i Alternativa (EUiA) - Anova-Irmandade Nacionalista (AIC) - Espazo Ecosocialista Galego (EEC) - Construyendo la Izquierda-Alternativa Socialista (CLI-AS) - Confederación de Los Verdes - Els Verds-Opció Verda (EV-OV) - Ezkerreko Ekimena-Etorkizuna Iratzarri (EKI) | 1 Grüne/EFA (ICV), 1 GUE/NGL (IU)                | Europäische Linke (IU, EUiA), Europäische Grüne Partei (ICV)                                                                     |
| Unión Progreso y Democracia (UPyD) | 1 (fraktionslos)                                 | 1 |
| L'Esquerra pel Dret a Decidir - Esquerra Republicana de Catalunya (ERC) - Nova Esquerra Catalana (NECat) - Catalunya Sí (CAT SI) |                                                  | Europäische Freie Allianz (ERC)                                                                                                  |
| Los Pueblos Deciden (LPD) - Euskal Herria Bildu (EH Bildu) - Bloque Nacionalista Galego (BNG) - Andecha Astur (AA) - Puyalón - Alternativa Nacionalista Canaria (ANC) - Unidad del Pueblo (UP) | 1 Grüne/EFA (Aralar, Teil von EH Bildu)          | Europäische Freie Allianz (BNG, EA (Teil von EH Bildu))                                                                          |
| Primavera Europea - Coalició Compromís - Equo - Chunta Aragonesista (CHA) - Democracia Participativa (Participa) - Por un Mundo Más Justo (PUM+J) - Partido Castellano (PCAS) - Socialistas Independientes de Extremadura (SIEX) - Coalición Caballas |                                                  | Europäische Freie Allianz (CHA), Europäische Grüne Partei (Equo)                                                                 |
| Foro de Ciudadanos - Foro Asturias |                                                  | |
| Ciudadanos-Partido de la Ciudadanía (C's) |                                                  | |

Folgende weitere Listen wurden zugelassen:
- Agrupación de Electores de Discapacitados y Enfermedades Raras (DER)
- Agrupación de Electores Recortes Cero (mit Unificación Comunista de España (UCE)), Los Verdes-Grupo Verde (LV-GV), Grupo Verde Europeo (GVE), Partido de la Transparencia Democrática (PTD), Partido Demócrata Social y Autonomista (PDSA), Partido Los Parados y la Alternativa Calvià, Asociación Ecologista Planeta Verde, Asociación Democracia Real Ya.
- Alternativa Republicana (ALTER)
- Ciudadanos Libres Unidos (CILUS)
- Confederación Pirata - European Pirates (mit Pirates de Catalunya, Piratas de Andalucía, Piratas de Aragón, Piratas de Extremadura, Piratas de Galicia, Piratas de Madrid, Piratas de La Rioja, Piratas de Aragón, Piratas de la Comunidad Valenciana; Mitglied der Europäischen Piratenpartei)
- Democracia Nacional (DN)
- Escaños en Blanco (EB)
- Extremadura Unida (EXU)
- Extremeños por Europa Coalición electoral IPEX PREX CREX (Coalición Extremeña PREx-CREx und Independientes por Extremadura, IPEX)
- Falange Española de las JONS (FE JONS)
- Impulso Social (mit Alternativa Española, Comunión Tradicionalista Carlista, Partido Familia y Vida)
- Iniciativa Feminista (IFem)
- La España en Marcha (LEM; mit Nudo Patriótico Español, NPe, La Falange, FE, Alianza Nacional, AN und Movimiento Católico Español)
- Movimiento Corriente Roja (MCR)
- Movimiento de Renovación Democrática de la Ciudadanía (RED)
- Movimiento Social Republicano (MSR; Beobachtendes Mitglied der Allianz der Europäischen nationalen Bewegungen)
- Partido Andalucista (PA, Mitglied der Europäischen Freien Allianz)
- Partido Animalista Contra el Maltrato Animal (PACMA, Mitglied von Euro Animal 7)
- Partido Comunista de los Pueblos de España (PCPE; Mitglied der Initiative kommunistischer und Arbeiterparteien Europas)
- Partido da Terra (PT)
- Partido de la Libertad Individual (P-LIB; Mitglied der European Party for Individual Liberty)
- Partido Humanista (PH)
- Partido Solidaridad y Autogestión Internacionalista (SAiN)
- Partido X, Partido del Futuro (Partido X): Hervé Falciani.105 106
- Podemos (mit Izquierda Anticapitalista, IA (Mitglied der Europäische Antikapitalistische Linke), Compromisu por Asturies, Partido del Trabajo Democrático, PTD, Iniciativa Socialista de Izquierdas, ISI)
- Por la República, Por la Ruptura con la Unión Europea (RRUE)
- Proyecto Europa (mit Bloque Aragonés, BAR, Acció Nacionalista Valenciana, ACNV, Partido Regionalista por Andalucía Oriental, PRAO, Unio y Renovación Política, RePo)
- Partido Regionalista del País Leonés|Salamanca – Zamora – León PREPAL (PREPAL)
- Vox (VOX, 1 Europaparlamentarier in der Fraktion der Europäischen Volkspartei)

## Ergebnis
| Listen                                                        | Listen | Stimmen    | %    | +/-   | Mandate | +/- |
| ------------------------------------------------------------- | --- | ---------- | ---- | ----- | ------- | --- |
|                                                               | Partido Popular | 4.098.339  | 26,1 | –16,0 | 16      | –8  |
|                                                               | Partido Socialista Obrero Español | 3.614.232  | 23,0 | –15,8 | 14      | –9  |
|                                                               | La Izquierda Plural (IU – ICV/EUiA – Anova – Sonstige) | 1.575.308  | 10,0 | +6,3  | 6       | +4  |
|                                                               | Podemos | 1.253.837  | 8,0  | Neu   | 5       | +5  |
|                                                               | Unión Progreso y Democracia | 1.022.232  | 6,5  | +3,7  | 4       | +3  |
|                                                               | Coalición por Europa - CiU (CDC – UDC): 549.096 Stimmen - Eusko Alderdi Jeltzalea-Partido Nacionalista Vasco: 214.539 Stimmen - Coalición Canaria – Partido Nacionalista Canario: 69.601 Stimmen - Compromiso por Galicia: 9.812 Stimmen - Wahlbündnis: 8.923 Stimmen | 851.971    | 5,4  | +0,6  | 3       | ±0  |
|                                                               | L’Esquerra pel Dret a Decidir (ERC – NECat – Catalunya Sí) | 630.072    | 4,0  | +2,6  | 2       | +1  |
|                                                               | Ciudadanos | 497.146    | 3,2  | +3,0  | 2       | +2  |
|                                                               | Los Pueblos Deciden - EH Bildu (EE – Sortu – Alternatiba – Aralar): 221.823 Stimmen - Bloque Nacionalista Galego: 80.394 Stimmen - EH Bildu – BNG: 10.253 Stimmen - Andecha Astur: 1.392 Stimmen - Puyalón: 1.241 Stimmen - Alternativa Nacionalista Canaria – Unidad del Pueblo: 3.424 Stimmen - Wahlbündnis: 7.937 Stimmen | 326.464    | 2,1  | –0,1  | 1       | +1  |
|                                                               | Primavera Europea - Compromís (EE-EV − Bloc − IdPV): 139.863 Stimmen - Equo – PUM+J − Partido Castellano: 58.920 Stimmen - Equo – PUM+J: 32.973 Stimmen - Equo – PUM+J – Participa: 32.608 Stimmen - Equo – Chunta Aragonesista: 20.703 Stimmen - Equo – Compromís – PUM+J – SIEx – Participa: 7.919 Stimmen - Equo – Compromís – PUM+J: 5.576 Stimmen - Equo – PUM+J – SIEx: 2.295 Stimmen - Equo – Coalición Caballas: 1.409 Stimmen | 302.266    | 1,9  | +1,6  | 1       | +1  |
|                                                               | Vox | 246.833    | 1,6  | Neu   | –       | Neu |
|                                                               | Partido Animalista Contra el Maltrato Animal | 177.499    | 1,1  | +0,9  | –       | ±0  |
|                                                               | Escaños en Blanco | 115.682    | 0,7  | Neu   | –       | Neu |
|                                                               | Movimiento de Renovación Democrática de la Ciudadanía | 105.666    | 0,7  | Neu   | –       | Neu |
|                                                               | Partido X | 100.561    | 0,6  | Neu   | –       | Neu |
|                                                               | Partido Andalucista | 49.523     | 0,3  | +0,1  | –       | ±0  |
|                                                               | Partido Pirata | 38.690     | 0,2  | Neu   | –       | Neu |
|                                                               | Foro de Ciudadanos | 32.962     | 0,2  | N/A   | –       | ±0  |
|                                                               | Agrupación de Electores de Discapacitados y Enfermedades Raras | 32.833     | 0,2  | Neu   | –       | Neu |
|                                                               | Recortes Cero (einschl. LV-GV) | 30.827     | 0,2  | Neu   | –       | Neu |
|                                                               | Partido Comunista de los Pueblos de España | 29.324     | 0,2  | +0,1  | –       | ±0  |
|                                                               | Iniciativa Feminista | 23.140     | 0,1  | +0,1  | –       | ±0  |
|                                                               | Falange Española de las JONS | 21.687     | 0,1  | +0,1  | –       | ±0  |
|                                                               | Ciudadanos Libres Unidos | 18.287     | 0,1  | Neu   | –       | Neu |
|                                                               | Impulso Social (AES – CTC – PFyV) | 17.879     | 0,1  | Neu   | –       | Neu |
|                                                               | La España en Marcha | 17.035     | 0,1  | Neu   | –       | Neu |
|                                                               | Sonstige < 0,1 % | 141.494    | 0,9  | ±0,0  | –       | ±0  |
| Votos en blanco                                               | Votos en blanco | 361.567    | 2,3  | +0,9  | –       | –   |
| Gesamt                                                        | Gesamt | 15.710.216 | 100  |       | 54      | –   |
|                                                               | |            |      |       |         |     |
| Ungültige Stimmen                                             | Ungültige Stimmen | 287.925    | 1,8  | +1,2  |         |     |
| Wähler                                                        | Wähler | 15.998.141 | 43,8 | –1,1  |         |     |
| Wahlberechtigte                                               | Wahlberechtigte | 36.514.084 |      |       |         |     |
|                                                               | |            |      |       |         |     |
| Quellen: Ministerio del Interior – BOE: Ergebnis, Abgeordnete | |            |      |       |         |     |

## Fraktionen im Europäischen Parlament
| Liste/Partei                   | Liste/Partei                      | Liste/Partei                                       | Liste/Partei                          | Mandate | Fraktion |
| ------------------------------ | --------------------------------- | -------------------------------------------------- | ------------------------------------- | ------- | -------- |
|                                | Partido Popular                   | Partido Popular                                    | Partido Popular                       | 16 / 54 | EVP      |
|                                | Partido Socialista Obrero Español | Partido Socialista Obrero Español                  | Partido Socialista Obrero Español     | 14 / 54 | S&D      |
|                                | La Izquierda Plural               |                                                    | Izquierda Unida                       | 5 / 54  | GUE/NGL  |
|                                | La Izquierda Plural               | Iniciativa per Catalunya Verds                     | 1 / 54                                | G/EFA   |          |
|                                | Podemos                           | Podemos                                            | Podemos                               | 5 / 54  | GUE/NGL  |
|                                | Unión Progreso y Democracia       | Unión Progreso y Democracia                        | Unión Progreso y Democracia           | 4 / 54  | ALDE     |
|                                | Coalición por Europa              |                                                    | Convergència Democràtica de Catalunya | 1 / 54  | ALDE     |
|                                | Coalición por Europa              | Unió Democràtica de Catalunya                      | 1 / 54                                | EVP     |          |
|                                | Coalición por Europa              | Eusko Alderdi Jeltzalea-Partido Nacionalista Vasco | 1 / 54                                | ALDE    |          |
|                                | L’Esquerra pel Dret a Decidir     |                                                    | Esquerra Republicana de Catalunya     | 1 / 54  | G/EFA    |
|                                | L’Esquerra pel Dret a Decidir     | Nova Esquerra Catalana                             | 1 / 54                                | G/EFA   |          |
|                                | Ciudadanos                        | Ciudadanos                                         | Ciudadanos                            | 2 / 54  | ALDE     |
|                                | Los Pueblos Deciden               |                                                    | EH Bildu: Eusko Alkartasuna           | 1 / 54  | GUE/NGL  |
|                                | Primavera Europea                 |                                                    | Compromís: Bloc Nacionalista Valencià | 1 / 54  | G/EFA    |
|                                |                                   |                                                    |                                       |         |          |
| Quelle: Europäisches Parlament |                                   |                                                    |                                       |         |          |